# Nitrační směs
Nitrační směs je směs koncentrovaných kyselin dusičné a sírové ve váhovém poměru 1:2 (objemový poměr 3:5) sloužící k nitraci organických sloučenin a k získávání některých esterů kyseliny dusičné.
V nitrační směsi dochází k následující reakci:
2 H2SO4 + HNO3 → 2 HSO4− + H3O+ + NO2+
Reakcí se pak účastní silně elektrofilní kationt (NO2+).
Nitrační směs se používá hlavně pro výrobu výbušnin (NO2 palivu dodává potřebný kyslík), jako je např. trinitrotoluen nebo nitroglycerin.